# Liste des compétitions de go

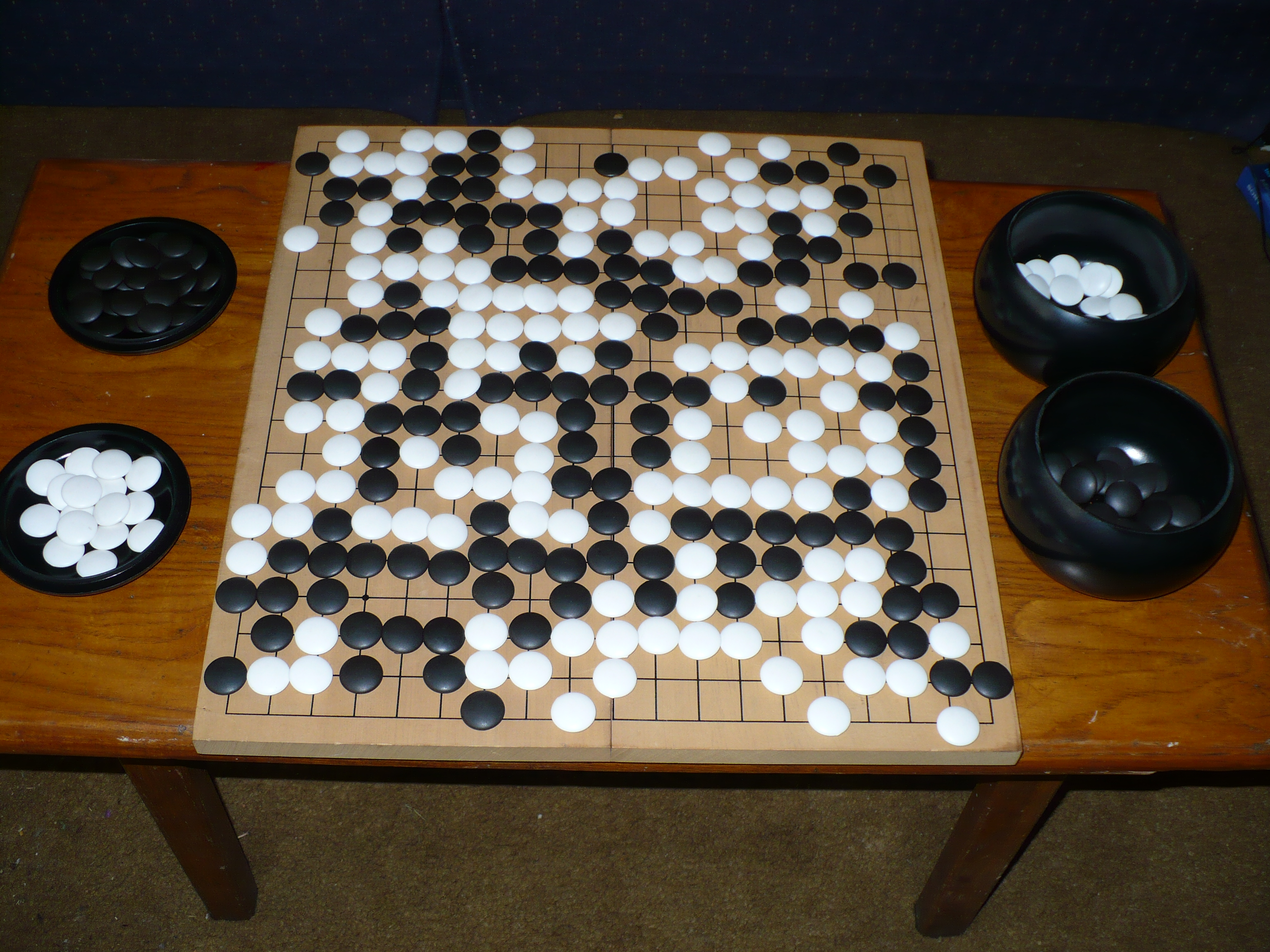
Position finale lors d'une partie entre Kitani Minoru et Go Seigen en 1958.

Les compétitions de go sont des évènements importants structurant la pratique du go et permettant aux joueurs aussi bien professionnels qu'amateurs de pouvoir se distinguer.
En Asie, les compétitions permettent de mettre en lumière le niveau élevé des joueurs, voire d'appeler le joueur par les titres acquis (ce qui explique la distinction effectuée ci-dessous par l'emploi du terme "titres" pour certaines compétitions professionnels)
Cet article cite les compétitions importantes au niveau mondial par zone géographique, les compétitions situés hors de l'Asie n'ayant qu'une importance toute relative compte tenu du niveau élevé des compétitions asiatiques.

## Compétitions internationales
- Coupe Chunlan : existe depuis 1999, elle est dotée de 1 000 000 yuans.
- Coupe Ing : existe depuis 1988, elle est dotée de 500 000 dollars.
- Coupe LG : existe depuis 1997, elle est dotée de 250 000 000 wons.
- Coupe Samsung : existe depuis 1996.
- Coupe Bailing : existe depuis 2012.

Anciennes compétitions
- Coupe Fujitsu : de 1988 à 2011, elle était dotée de 15 000 000 yens.
- Coupe Tong Yang : de 1990 à 1998.
- World Oza (tournoi) : de 2002 à 2008.

Événements particuliers
- Jeux mondiaux des sports de l'esprit : existe depuis 2008.

## Asie

### Compétitions asiatiques

#### Coupes
- Coupe Agon Chine-Japon : existe depuis 1999.
- Coupe Asian TV : existe depuis 1989.
- Coupe BC Card Mondiale : existe depuis 2009.
- Coupe Bohae : n'existe plus.
- Coupe CSK : de 2002 à 2006.
- Coupe Eastern Airlines : n'existe plus.
- Coupe Jeongganjang : existe depuis 2004.
- Coupe Kangwon-Land : en 2006
- Coupe Liyuexing : n'existe plus
- Coupe Nongshim : existe depuis 1999.
- Coupe Yayi Chine-Taïwan : en 2006.
- Coupe Zhonghuan : de 2004 à 2007.

#### Tournois
- Asian New Star Match : existe depuis 2000.
- Ligue des champions Chine-Corée du Sud : en 2006.
- Meijin Chine-Japon : n'existe plus.
- NEC Super Go Chine-Japon : n'existe plus.
- New Pro Wang Chine-Corée du Sud : de 1998 à 2004.
- Supermatches Chine-Japon : de 1984 à 2000.
- Tengen Chine-Corée du Sud : existe depuis 1997.
- Tengen Chine-Japon : de 1988 à 2002.
- Women Go Contest : n'existe plus.

### Chine

#### Championnats
- Championnat chinois de go : existe depuis 1957.
- Championnat chinois féminin de go
- Championnat de go de tous les chinois : n'existe plus.

#### Coupes
- Coupe Ahan Tongshan : existe depuis 1999
- Coupe de l'Amitié : n'existe plus.
- Coupe Bailing chinoise, tournoi féminin, n'existe plus depuis 2012.
- Coupe CCTV : existe depuis 1989, elle est dotée de 80 000 yuans.
- Coupe Chang-ki : existe depuis 2005.
- Coupe des cinq vaches : n'existe plus.
- Coupe Lanke
- Coupe Lebaishi : n'existe plus.
- Coupe Liguang : existe depuis 2001.
- Coupe Nanfang : n'existe plus.
- Coupe NEC : existe depuis 1996.
- Coupe NEC Xinxiu : n'existe plus.
- Coupe des nouveaux sports : n'existe plus.
- Coupe de la nouvelle éducation physique : n'existe plus.
- Coupe Xianye

#### Événements particuliers
- Meeting des sports chinois

#### Titres / Tournois
- Bawang : n'existe plus.
- Da Guo Shou : n'existe plus.
- Ligue A chinoise de go
- Mingren : existe depuis 1988.
- Qisheng : n'existe plus.
- Qiwang : n'existe plus.
- Tianyuan : existe depuis 1987.
- Xinan Wang : existe depuis 2002.
- Xinren Wang : existe depuis 1994.
- Xinren Wang féminin

### Corée du Sud

#### Championnat
- Championnat national de Corée du Sud Coupe BC Card : existe depuis 1990

#### Coupes
- Coupe Baccus : n'existe plus.
- Coupe Ch'eongpung : n'existe plus.
- Coupe GS Caltex : existe depuis 1996.
- Coupe Electron-Land : existe depuis 2004.
- Coupe KBS : existe depuis 1980.
- Coupe KT : n'existe plus
- Coupe KTF : n'existe plus
- Coupe Maxim : existe depuis 2000.
- Coupe MBC TV : n'existe plus.
- Coupe Osram : n'existe plus.
- Coupe Paedal : n'existe plus.
- Coupe Prices Information : existe depuis 2005.
- Coupe SBS TV : n'existe plus
- Coupe SK Gas : de 1997 à 2006.
- Coupe Yeongnam Ilbo : en 2005.

#### Titres / Tournois
- Baedalwang : de 1993 à 2000.
- Chaegowi : de 1959 à 1997.
- Chunwon : existe depuis 1996, il est doté de 13 000 000 ₩.
- Gukgi : n'existe plus.
- Guksu : existe depuis 1956, il est doté de 40 000 000 ₩.
- Guksu féminin
- Kiwang : n'existe plus.
- Kisung : de 1990 à 2008
- Kisung féminin
- Ligue de Baduk
- Nouveaux forts pros : n'existe plus.
- Myungin : existe depuis 1968.
- Myungin féminin
- Paewang : n'existe plus.
- Siptan : existe depuis 2005.
- Taewang : n'existe plus
- Wangwi : de 1966 à 1994.

### Japon

#### Coupes
- Coupe Agon : existe depuis 1994, elle est dotée de 10 000 000 yens.
- Coupe NEC : existe depuis 1982, elle est dotée de 15 000 000 yens
- Coupe NHK : existe depuis 1954, elle est dotée de 5 000 000 yens.

#### Titres et Tournois
- Gosei : existe depuis 1976.
- Hon'inbō : existe sous la forme de compétition depuis 1941, le titre est lié à l'"école Hon'inbō" créée en 1612 et dont le premier est Honinbo Sansa.
- Hon'inbō féminin : existe depuis 1982.
- Judan : existe depuis 1962.
- Kakusei : de 1979 à 2003.
- Kisei : existe depuis 1976.
- Kisei féminin : existe depuis 1998.
- Meijin : existe depuis 1962, il est doté de 36 000 000 yens.
- Meijin féminin : existe depuis 1989.
- Okan : les sept premières éditions sont non-datées et antérieures à 1962.
- Oza : existe depuis 1953.
- Ryusei : existe depuis 1991.
- Shin-Ei : de 1969 à 2003.
- Shinjin-O : existe depuis 1976.
- Tengen : existe depuis 1975.

Titre Honoraire : Il existe deux conditions permettant à un joueur de porter un titre de façon honoraire.
1) Remporter le titre  et le conserver 10 années consécutives.
ou
2) Lorsqu'il atteint les 60 ans, ou qu'il prend sa retraite, avoir remporté le titre et l'avoir conservé 5 années consécutives ou l'avoir remporté 10 fois dans sa carrière.

### Taïwan

#### Championnats
- Championnat taïwanais de go

#### Coupes
- Coupe CMC TV
- Coupe Donggang
- Coupe Zhonghuan

#### Titres / Tournois
- Match des nouvelles stars
- Tianyuan
- Wangjia

## Europe

### Compétitions européennes
(Voir les activités de la Fédération européenne de go)
- Championnat européen de go : existe depuis 1957, il s'agit de la plus grande compétition de go en Europe.
- Championnat européen junior de go : existe depuis 1996.
- Pandanet Go European Team Championship : existe depuis 2010.
- Championnat nordique de go
- Coupe européenne de go
- Qualifications de la Coupe Obayashi

### Allemagne

#### Tournois
- Tournoi de go de Freiburg
- Coupe Kido de Hambourg
- La grue de Berlin

### Belgique

#### Championnat
- Championnat de Belgique

#### Tournoi
- Tournoi de Bruxelles

### Espagne

#### Tournois
- Tournoi de go de Barcelone
- Tournoi de go de Madrid

### Finlande

#### Championnats
- Championnat de Finlande de go

### France
(Voir les activités de la Fédération française de go)

#### Championnats
- Championnat de France de go : existe depuis 1971
- Coupe Maître Lim, championnat de France de clubs : existe depuis 2003

#### Tournois
- Tournoi de go de Paris : existe depuis 1972, il s'agit du plus gros tournoi européen en termes de participants (après le Championnat européen de go)
- Tournoi de go d'Antony
- Tournoi de go de Strasbourg
- Tournoi de go de Lyon
- Tournoi de go de Marseille
- Tournoi de go de Grenoble

### Roumanie

#### Championnats
- Championnat de Roumanie de go
- Championnat roumain junior de go

#### Tournois
- Coupe Shusaku de Târgu Mureș : existe depuis 2008

### Slovénie
- Open de go de Slovénie

### République tchèque
- Open de Plzen
- Tournoi de go de Brno

## Amériques

### Compétitions américaines
- Championnat par équipes de go États-Unis - Canada : existe depuis 1995.
- Masters ING d'Amérique du Nord
- Coupe Redmond d'Amérique du Nord
- Masters d'Amérique du Nord : n'existe plus.

### États-Unis
- US Open de go (Congrès américain de go) : existe depuis 1985.